# Доланы
Доланы (уйг. доланлар) — субэтническая группа уйгуров, по происхождению вероятнее всего потомки монголов, осевших в Восточном Туркестане во времена Чингисхана, но некоторые исследователи предполагают также другие версии происхождения доланов. Согласно устным преданиям, ведут своё происхождение от «семи родов» (йэттэ урук). В КНР проживает ориентировочно как минимум 15 тыс. доланов.
Проживают в основном в Аксу, Кашгаре и Яркенде. Заняты в основном в сельском хозяйстве. Антропологически в большинстве относятся к смешанному расовому типу — туранскому.
Славятся как талантливые музыкальные исполнители. Известный представитель долан — Аркин Абдулла, популярный эстрадный певец в Китае.

## Родство долонов, доланов, доглатов
Уйгуры-доланы в настоящее время проживают в основном в Аксу, Кашгаре и Яркенде, занимая тем самым территории, которые являлись главными владениями доглатов Могулистана. По мнению В. П. Юдина, сопоставление этнонимов долан и доглат (дуглат) с фонетической и морфологической стороны не должно вызывать особых возражений. Также В. П. Юдин отмечал возможность возведения этого термина к мифическому предку киргизов и могулов Долону. При этом В. П. Юдин соглашался с Э. Р. Тенишевым, что этноним долан восходит к монгольскому числительному «семь» — долон, так как сами доланы ведут своё происхождение от мифических «семи родов» (йэттэ урук). Э. Р. Тенишев, сравнивая фонетические формулы числительного «семь» в монгольских языках, считает, что этноним «долан» наиболее близок торгутской форме «семь» — dolan. О монгольском происхождении доланов высказали предположение также Н. М. Пржевальский и В. И. Роборовский. Из современных исследователей монголо-ойратское происхождение доланов поддерживает А. М. Решетов.
О родстве бурят-монгольского рода долот (долод, долоод) и доглатов, упоминаемых в «Сборнике летописей», писали Ф. А. Кудрявцев, В. А. Хамутаев. О монгольском происхождении доглатов Могулистана также говорится у В. В. Бартольда и в ряде других источников. Гаплогруппа С3, выявленная у дулатов Казахстана, согласно Ж. М. Сабитову, отражает генетический вклад монголов-нирун, потомков Бодончара. При этом дулатов Казахстана Сабитов связывал с другим нирун-монгольским племенем баарин.
В ряде других работ также говорится о тождественности этнонима дуклат с такими этнонимами как долот, дологот у бурят, халха-монголов, ойратов, долар, дулар, дулигат у хамниган.